# Oeștii Ungureni, Argeș
Oeștii Ungureni este un sat în comuna Corbeni din județul Argeș, Muntenia, România.